# Terminator 3 : Le Soulèvement des machines
Pour les articles homonymes, voir Terminator (homonymie).
Série Terminator
Terminator 2 : Le Jugement dernier
(1991) Terminator Renaissance
(2009)
Pour plus de détails, voir Fiche technique et Distribution.
Terminator 3 : Le Soulèvement des machines ou Terminator 3: La Guerre des machines au Québec (Terminator 3: Rise of the Machines) est un film américain de science-fiction réalisé par Jonathan Mostow, sorti en 2003.

## Synopsis
John Connor, jeune adulte, n'est pas convaincu d'être débarrassé de la menace de Skynet et ne veut pas de son destin. Alors, il fuit continuellement, vivant de petits boulots, et sans aucun moyen pour le localiser (ni maison, ni téléphone, ni carte de crédit). Le Jugement Dernier, l'apocalypse nucléaire déclenchée par Skynet, ne s'est pas déroulé à la date prévue du 29 août 1997.
Une femme apparaît au sortir d'un voyage dans le temps et s'empare des vêtements et de la voiture d'une autre femme après l'avoir tuée ainsi que de l'arme d'un policier. Il s'agit d'un Terminator modèle T-X. Ce dernier s'attaque à toute une liste de personnes bien définies, les futurs lieutenants de la Résistance, et les abat. Entre-temps, un autre Terminator (un modèle T-850) apparaît à son tour. On apprend qu'un virus d'un genre nouveau semble affecter tous les réseaux civils, et que le développement de Skynet a été repris par la Division Armes Autonomes de la Section des Recherches Cybernétiques de l'US Air Force sous la supervision du Lieutenant-Général Robert Brewster, le père de Katherine Brewster, une ancienne camarade de John Connor. Les subordonnés et les supérieurs de Brewster lui recommandent de connecter Skynet à l'ensemble des réseaux civils et militaires pour éliminer le virus en un clin d'œil, selon eux. Mais Brewster est réticent car il sait que cela reviendrait à confier le contrôle intégral de l'armée à Skynet sans décision humaine.
John Connor, voulant des médicaments, s'introduit dans une clinique vétérinaire. Au même moment, Katherine, qui travaille dans cette clinique, est appelée pour une urgence. Elle surprend John et l'enferme dans une cage pour animaux. C'est le moment que choisit le T-X pour apparaître afin d'abattre Katherine. En analysant un échantillon de sang, il découvre la présence de John et en fait sa cible prioritaire. John et Kate lui échapperont grâce à l'intervention du T-850. Ce dernier les informe que le Jugement dernier a été simplement retardé, et qu'il doit les conduire en lieu sûr.
Ils se rendent dans un mausolée et forcent la tombe de Sarah Connor pour ne trouver qu'un cercueil vide rempli d'armes laissées pour John. Sarah a été incinérée au Mexique après son décès par leucémie. La police intervient et le T-X retrouve la trace de ses proies lorsqu'il se fait passer pour le fiancé de Katherine (après avoir tué ce dernier) et que les policiers (qu'il tue également) viennent le voir à propos de sa fiancée.
Les fuyards réussissent une fois de plus à s'échapper. On apprend que le Jugement dernier va se produire le jour même à 18 h 18 et que parmi les lieutenants ciblés se trouvent le Général Brewster, ce dernier étant le seul à pouvoir stopper définitivement l'IA et pouvant mettre John en contact avec l'Armée américaine pour former le noyau de la Résistance Humaine. John et Kate insistent pour aller retrouver Brewster et l'empêcher d'activer Skynet ; le T-850 craint de compromettre sa mission mais finit par céder quand Katherine le lui ordonne. Il révèle ensuite avoir tué le John Connor du futur, avant d'être reprogrammé et renvoyé dans le passé par Katherine elle-même (qui est la future femme de John).
Pendant ce temps, pressé par ses supérieurs, par le fait que le virus s'attaque aux réseaux militaires et la crainte d'une potentielle attaque extérieure, Brewster active Skynet afin de parer au virus et est mortellement blessé par le T-X. Ce dernier parasite les robots de combat qui commencent à tuer tous les humains présents pour éviter toute interférence de leur part avant le Jugement dernier. Brewster pense que Skynet a été infecté par le virus mais en réalité, Skynet est le virus. Brewster, avant de mourir, donne des codes à John et Kate en leur demandant de se rendre à Crystal Peak là où se trouverait la mémoire centrale de Skynet. Le T-850 reste pour combattre le T-X qui le parasite à son tour. Il s'attaque alors à John mais ce dernier lui fait comprendre que le tuer reviendrait à l'échec de sa mission. Le T-850 se désactive alors de lui-même. John et Kate arrivent à Crystal Peak mais le T-X les rattrape. Heureusement, le T-850 réactivé et revenu à sa programmation normale arrive en hélicoptère militaire en fonçant sur le T-X. Il leur permet alors de passer la porte d'accès en la retenant grâce au système de sécurité de descente enclenché. Il utilise une de ses piles à hydrogène pour se faire sauter avec le T-X pour assurer la survie de John Connor et Katherine Brewster, le but de la mission du Terminator T-850.
Pendant ce temps, John et Kate sont entrés mais réalisent que la mémoire centrale de Skynet n'est pas ici mais qu'ils sont dans un abri anti-atomique du gouvernement (en fait, Skynet s'est divisé en des milliers de supports informatiques dans le monde entier, en utilisant Internet, et ne pouvait donc pas être débranché). Le Terminator les a envoyés ici pour qu'ils survivent au Jugement Dernier, qui ne pouvait pas être empêché. Ce dernier commence lorsque des missiles nucléaires sont tirés partout dans le monde, tuant des milliards de personnes. C'est alors que John accepte son destin et que lui et Kate commencent à préparer la Résistance Humaine.

## Fiche technique
Sauf indication contraire, les informations mentionnées dans cette section peuvent être confirmées par la base de données cinématographiques IMDb,  présente dans la section « Liens externes ».
- Titre français : Terminator 3 : Le Soulèvement des machines
- Titre québécois : Terminator 3 : La Guerre des machines
- Titre original : Terminator 3: Rise of the Machines
- Réalisation : Jonathan Mostow
- Scénario : John D. Brancato et Michael Ferris, d'après une histoire d'eux-mêmes et Tedi Sarafian, d'après les personnages créés par James Cameron et Gale Anne Hurd[2]
- Musique : Marco Beltrami
- Direction artistique : Shepherd Frankel, Beat Frutiger, Andrew Menzies et Mark Zuelzke
- Décors : Jeff Mann et Jay Hart
- Costumes : April Ferry
- Photographie : Don Burgess
- Son : Leslie Fernandes
- Montage : Nicolas De Toth et Neil Travis
- Production : Colin Wilson (en), Mario Kassar, Andrew G. Vajna, Joel B. Michaels, Hal Lieberman, Matthias Deyle (IMF)[a]
  - Producteur exécutif (IMF) : Oliver Hengst[a]
  - Producteurs(trices) délégué(e)s : Gale Anne Hurd, Moritz Borman, Guy East, Dieter Nobbe et Nigel Sinclair
  - Producteur délégué (IMF)[a] : Aslan Nadery et Volker Schauz
- Sociétés de production : C-2 Pictures, Intermedia Films, Mostow/Lieberman Productions et  IMF Internationale Medien und Film GmbH & Co. 3. Produktions KG
- Sociétés de production[3] : Village Roadshow Pictures, Warner Bros., Pacific Western Productions,  VCL Communications GmbH et  Toho-Towa
- Sociétés de distribution :  C-2 Pictures,  Warner Bros.,  Columbia TriStar Film Distributors,  et  Columbia TriStar Films et  Toho-Towa
- Budget : 200 000 000 $ (estimation)
- Pays d'origine :  États-Unis,  Allemagne,  Royaume-Uni,  Japon[1]
- Langue originale : anglais
- Format : couleur - 35 mm - 2,39:1 - son DTS | Dolby Digital | SDDS
- Genre : science-fiction et action
- Durée : 109 minutes
- Dates de sortie[4] :
  -  États-Unis,  Canada : 2 juillet 2003
  -  Japon : 12 juillet 2003
  -  Suisse romande : 23 juillet 2003
  -  Allemagne : 31 juillet 2003
  -  Royaume-Uni : 1er août 2003
  -  Belgique,  France : 6 août 2003
- Classification (MPAA) [5]  : R (Les enfants de moins de 17 ans doivent être accompagnés d'un adulte)
- Classification CNC  [6] : Tous publics

## Distribution
- Arnold Schwarzenegger (VF : Daniel Beretta et VQ : Yves Corbeil) : Terminator T-850 (modèle 101)
- Nick Stahl (VF : Axel Kiener et VQ : Hugolin Chevrette-Landesque) : John Connor
- Claire Danes (VF : Barbara Kelsch et VQ : Aline Pinsonneault) : Katherine Brewster
- Kristanna Loken (VF : Sophie Riffont) : Terminator T-X
- David Andrews (VF : Yves Beneyton et VQ : Denis Bernard) : le lieutenant-général Robert Brewster, directeur de programmes à la Division Armes autonomes de la Section des Recherches Cybernétiques
- Mark Famiglietti (VF : Philippe Bozo et VQ : Alexandre Fortin) : Scott Mason
- Earl Boen (VF : Georges Claisse et VQ : Yvon Thiboutot) : Dr Peter Silberman, psychiatre du Comté
- Moira Harris : Betsy
- Chopper Bernet (VF : Pierre Tessier et VQ : François Sasseville)  : Tony, l'ingénieur en chef
- Brian Sites (en) (VF : Paul Nivet) : William « Bill » Anderson
- Mark Hicks (en) (VF : Michel Voletti) : l'inspecteur Martinez
- Kim Robillard (VQ : Mario Desmarais) : l'inspecteur Edwards
- William O'Leary : M. Smith
- Carolyn Hennesy (en) : la femme riche
- Jay Acovone (VF : Guillaume Orsat) : le policier sur Westside Street
- M. C. Gainey : le videur du relais routier
- Susan Merson : clubbeuse
- Elizabeth Morehead (en) : clubbeuse
- Jimmy Snyder (VF : Olivier Jankovic) : le stripteaseur
- Billy Lucas (VF : Boris Rehlinger) : l'homme en colère
- Chris Lawford : l'assistant de Brewster
- Robert Alonzo (VF : Serge Faliu) : Jose Barrera
- Alana Curry : la petite amie de Bill
- Larry McCormick (en) : le présentateur de KTLA
- Michael Papajohn (VF : Patrick Mancini) : le secouriste
- Tim Dowling : le secouriste Stevens
- Jon Foster (VF : Olivier Jankovic) : l'employé de la station service
- Matt Gerald : le commandant du SWAT
- Chris Hardwick : le technicien de CRS

## Production

### Genèse et développement
James Cameron, réalisateur-scénariste des deux précédents films, avait plusieurs fois annoncé un troisième film durant les années 1990. Mais la faillite de Carolco Pictures, coproductrice de Terminator 2 : Le Jugement dernier, stoppe le projet. James Cameron tentera ensuite de relancer le projet avec la 20th Century Fox. Mais à la suite de problèmes entre le réalisateur et le studio durant la postproduction de Titanic, les négociations échouent. Mario Kassar et Andrew G. Vajna, fondateurs de Carolco, rachètent ensuite ces droits de la franchise pour 7,5 millions de dollars, puis acquièrent ensuite la partie des droits appartenant à Gale Anne Hurd, coscénariste du premier film et ex-femme de James Cameron. En 1999, Kassar et Vajna fondent la société C-2 Pictures et engagent Tedi Sarafian pour écrire Terminator 3 et même David C. Wilson pour un éventuel quatrième film. Dans le script de Tedi Sarafian, John Connor travaille dans une entreprise point com où il est attaqué par une femme Terminator pouvant devenir invisible. En mars 2001, Jonathan Mostow signe comme réalisateur. Non satisfait du script, il fait appel à d'anciens camarades de classe, John Brancato et Michael Ferris, pour le réécrire.

### Attribution des rôles
Arnold Schwarzenegger est d'abord réticent à participer au film car James Cameron n'était pas impliqué dans cette suite. Ce dernier lui conseille cependant d'accepter, en demandant une forte somme d'argent.
L'actrice Sophia Bush, connue pour son rôle de Brooke Davis dans la série Les Frères Scott, a été très longtemps pressentie pour le rôle de Katherine Brewster. Elle avait même commencé à tourner quelques scènes. Le réalisateur, l'estimant trop jeune, ne l'a pas gardée. Claire Forlani fut ensuite sollicitée avant que Claire Danes ne soit retenue.
Pour le rôle de John Connor, Shane West, Chris Klein et Ben Curtis (en) furent envisagés avant que Nick Stahl ne soit retenu.
Enfin, pour le rôle du T-X, plusieurs actrices comme Famke Janssen, Carrie-Anne Moss, Peta Wilson, Jeri Ryan et Lucia Rijker furent sollicitées avant que Kristanna Loken ne soit finalement choisie. Pourtant le rôle avait été écrit initialement au masculin et ce fut Vin Diesel qui fut le premier acteur à être choisi pour l'incarner.

### Tournage
Le tournage devait initialement se dérouler à Vancouver pour des coûts moins élevés. Il débute finalement à Los Angeles en avril 2002 et dure 100 jours. Il se déroule principalement en Californie, entre le Los Angeles Center Studio et l'usine Boeing de Downey. Une scène aérienne est également tournée au Texas.

### Bande originale
Sauf indication contraire ou complémentaire, les informations mentionnées dans cette section proviennent du générique de fin de l'œuvre audiovisuelle présentée ici.
- Dat Funky Man par William Randolph III.
- I Told You par Mia Julia.
- Sugar par Peter Beckett (en).
- Party par Peter Beckett (en).
- Can't Hide This par Mega Jeff.
- Macho Man par Village People (dans le bar-boite de nuit, le stipteaseur débute sa prestation, le T-850 le rejoint sur la scène et exige qu'il lui donne ses vêtements, le T-850 vêtu sort de l'établissement, enfile les lunettes qu'il trouve dans la poche, les jette au sol et les écrase).
- The Current (en) par Blue Man Group et Gavin Rossdale[16].
- The Terminator par Brad Fiedel (début du générique de fin).

Musiques non mentionnées dans le générique
Bandes originales de Terminator
Terminator 2 : Le Jugement dernier
(1991) Terminator Renaissance
(2009)
La musique du film est composée par Marco Beltrami, qui succède à Brad Fiedel.
Liste des titres
1. A Day in the Life
2. Hooked on Multiphonics
3. Blonde Behind the Wheel
4. JC Theme
5. Starting T-1
6. Hearse Rent a Car
7. T-X's Hot Tail
8. Graveyard Shootout
9. More Deep Thoughts
10. Dual Terminator
11. Kicked in the Can
12. Magnetic Personality
13. Termina-Tricks
14. Flying Lessons
15. What Do You Want on Your Tombstone?
16. Terminator Tangle
17. Radio
18. T3
19. The Terminator (thème tiré de Terminator, composé par Brad Fiedel)
20. Open to Me (interprété par Dillon Dixon)
21. I Told You (interprété par Mia Julia)

## Accueil

### Accueil critique
Sur l'agrégateur américain Rotten Tomatoes, le film récolte 69 % d'opinions favorables pour 206 critiques. Sur Metacritic, il obtient une note moyenne de 66⁄100 pour 41 critiques.
En France, le site Allociné propose une note moyenne de 3⁄5 à partir de l'interprétation de critiques provenant de 10 titres de presse.

## Suite
Une suite de Terminator 2, intitulée Terminator : Dark Fate sort en 2019. Elle suit une nouvelle ligne temporelle ne tenant pas compte des événements de Terminator 3 ni de ses suites, Terminator Renaissance et Terminator Genysis.